# بيت بن يحي (يافع)

تعديل مصدري - تعديل

بيت بن يحي هي إحدى قرى عزلة لبعوس بمديرية يافع التابعة لمحافظة لحج، بلغ تعداد سكانها 76 نسمة حسب تعداد اليمن لعام 2004.